# Višňové (okres Nové Mesto nad Váhom)

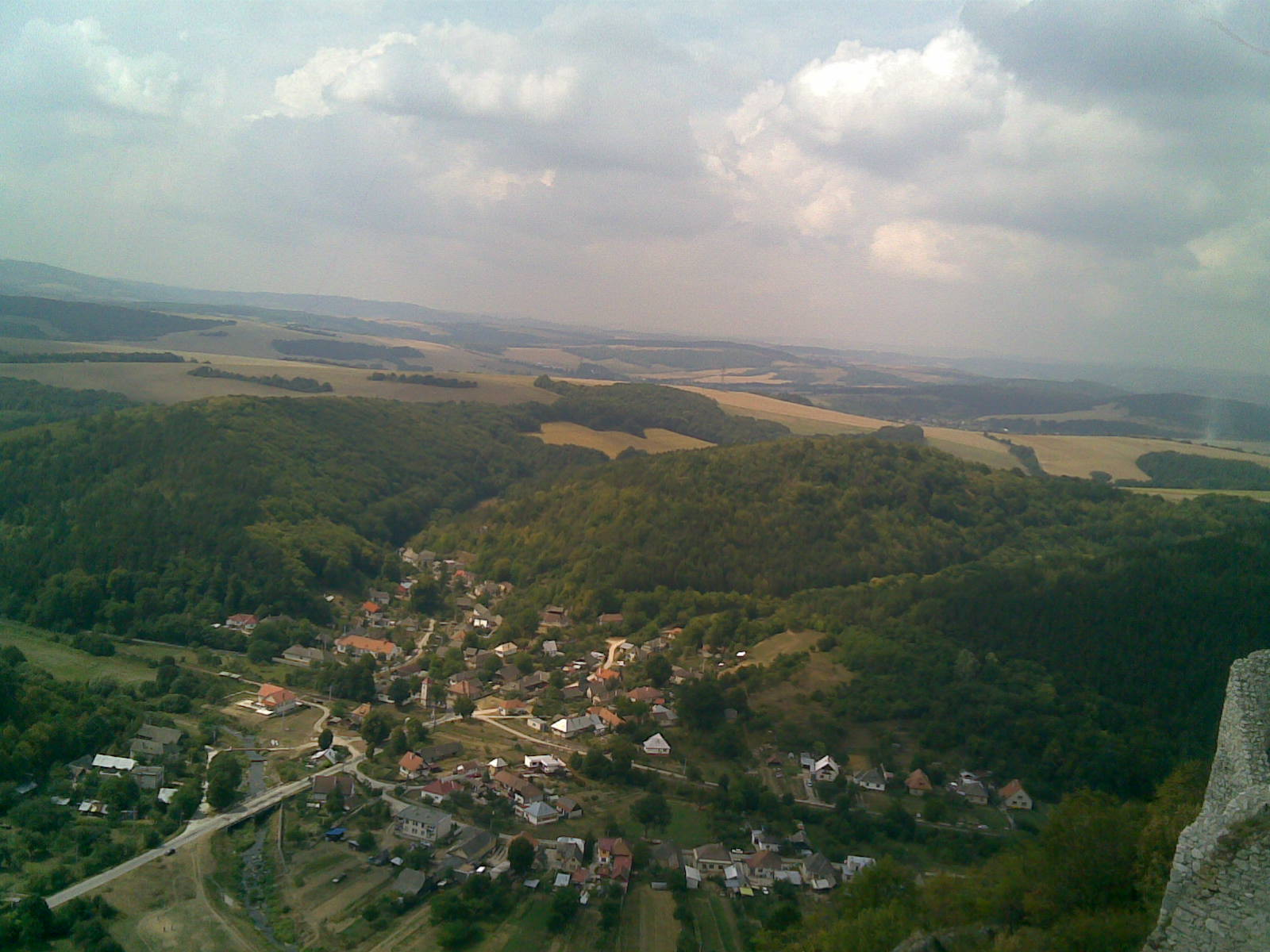
Višňové

Višňové (Hongaars: Alsóvisnyó) is een Slowaakse gemeente in de regio Trenčín, en maakt deel uit van het district Nové Mesto nad Váhom.
Višňové telt 170 inwoners.